# A Broadway Scandal
A Broadway Scandal è un film muto del 1918 diretto da Joseph De Grasse che ha come interprete principale Carmel Myers.

## Trama
A New York, la giovane e brillante Nenette Bisson, ballerina nel ristorante francese del padre, un giorno, dopo aver accettato un giro in auto con "Kink" Colby, si trova coinvolta in quello che si rivela un inseguimento della polizia: l'automobile è rubata e Nenette viene ferita da un colpo sparato dalle forze dell'ordine. In ospedale, la ragazza si innamora di David Kendall ma lui, ritenendola troppo frivola, la respinge. Neanche i genitori sono felici della dubbia fama acquisita dalla figlia ed entrano in rotta di collisione con lei. A Nenette non resta che dedicarsi totalmente al lavoro, iniziando una carriera che la porterà ben presto al successo sui palcoscenici di Broadway.
Passano due anni: siamo al tempo della prima guerra mondiale e David, in quel periodo, ha lavorato all'estero, in Francia, dove ha imparato a conoscere la forza e il coraggio delle donne francesi. Quando torna in patria, si è pentito dei suoi vecchi pregiudizi e adesso è pronto ad accettare l'amore di Nenette, aiutandola anche a recuperare il suo rapporto con i genitori.

## Produzione
Il film fu prodotto dall'Universal Film Manufacturing Company (come Bluebird Photoplays).

## Distribuzione
Il copyright del film, richiesto dalla Bluebird Photoplays, Inc., fu registrato il 18 maggio 1918 con il numero LP12435. 
Distribuito dall'Universal Film Manufacturing Company, il film uscì nelle sale cinematografiche USA il 1º giugno 1918.
Non si conoscono copie ancora esistenti della pellicola che viene considerata presumibilmente perduta.